# Ivica Skiljo
Ivica "Ivo" Daniel Skiljo, född 8 mars 1980 i Kortedala församling i Göteborg, är en svensk fotbollsspelare som spelar för KF Velebit. Han är uppvuxen i Göteborgsstadsdelen Kortedala.

## Karriär
Skiljo blev 2002 utnämnd till "Årets spelare" i BK Häcken. Han spelade i Örgryte IS säsongerna 2006 och 2007.
2008 gick han till isländska Keflavik, där han endast hann göra ett par träningsmatcher innan han blev sparkad.
Säsongen 2011 spelade Skiljo 18 matcher och gjorde nio mål för KF Velebit i Division 3. Säsongen 2012 spelade han 15 matcher och gjorde 28 mål för Kortedala IF i Division 4. Säsongen 2014 spelade Skiljo 19 matcher och gjorde 15 mål för KF Velebit. Säsongen 2015 spelade han 14 matcher och gjorde lika många mål. Säsongen 2016 spelade Skiljo 20 matcher och gjorde 14 mål. Säsongen 2017 spelade han fyra matcher och gjorde ett mål. Säsongen 2018 spelade Skiljo 10 matcher och gjorde fem mål. Säsongen 2019 spelade han 14 matcher och gjorde två mål.
Säsongen 2020 spelade Skiljo nio matcher och gjorde tre mål då Velebit blev uppflyttade till Division 3. Följande säsong spelade han nio matcher och gjorde sju mål. Säsongen 2022 gjorde Skiljo ett mål på fyra matcher i Division 4. Följande säsong spelade han fyra matcher i Division 3.